# Guatteria tonduzii
Guatteria tonduzii este o specie de plante angiosperme din genul Guatteria, familia Annonaceae, descrisă de Friedrich Ludwig Diels. A fost clasificată de IUCN ca specie cu risc scăzut. Conține o singură subspecie: G. t. leptopus.